# Богдан Хмельницкий (опера)
Богдан Хмельницкий — опера Константина Данькевича.
Премьера состоялась в 1951 году на сцене Киевского театра оперы и балета имени Тараса Шевченко; в том же году опера была показана в Москве в рамках Второй декады украинской литературы и искусства. Произведение было подвергнуто острой критике, далеко не во всём справедливой, большинство замечаний относилось к либретто, авторами которого были Александр Корнейчук и Ванда Василевская. После доработки появилась вторая редакция оперы, которая после успешных премьер в Киеве и других городах получила всеобщее одобрение. Оперу поставили в театрах Одессы, Харькова, Львова, Свердловска, Саратова, Донецка и Тбилиси. Она стала одним из наиболее репертуарных спектаклей.
В основу положена одноимённая пьеса Корнейчука, которая раскрывает одну из страниц истории Украины середины XVII века, посвященную освободительной борьбе украинского народа. Главное место в опере занимает героическая линия, но есть и яркая лирическая сфера. Жанр оперы — героико-патриотическая, народно-историческая музыкальная драма. Её главные герои — народ и его выдающиеся представители: Хмельницкий, Кривонос, Богун, Варвара, дьяк Гаврило и другие. В опере 4 действия. В первом — 3 картины, во втором — 2, третье и четвёртое действия на картины не делятся.